# Copa del Rey de Baloncesto de 2023
A Copa do Rei de Basquetebol de 2023 (em castelhano:  Copa del Rey de Baloncesto de 2023) foi a 87ª edição da Copa do Rei, torneio anual disputado desde 1933. Para esse ano foi decido que a sede seria Badalona e a arena a receber o evento seria o Palau Municipal d'Esports de Badalona. Na ocasião o Unicaja Malaga conquistou o 2º título, sendo que em sua trajetória rumo ao titulo, eliminou FC Barcelona (87-89), Real Madrid (82-93) e na final venceu o atual campeão da Copa Intercontinental da FIBA, Lenovo Tenerife (80-83).

## A sede
A emblemática arena onde o Dream Team foi medalha de ouro em 1992 foi escolhida para ser sede da prestigiada Copa do Rei.
| Badalona                    |
| --------------------------- |
| Palau d'Esports de Badalona |
| 41° 26′ 33″ N, 2° 13′ 56″ L |
| Capacidade: 12 760          |
|                             |

## Equipas classificadas
| Pos. | Clube             | J  | V  | D | %    | P+   | P-   | SP  | Classificação     |
| ---- | ----------------- | -- | -- | - | ---- | ---- | ---- | --- | ----------------- |
| 1    | Real Madrid       | 17 | 14 | 3 | 82.4 | 1490 | 1285 | 205 | Cabeças de Chaves |
| 2    | Barça             | 17 | 14 | 3 | 82.4 | 1429 | 1245 | 184 | Cabeças de Chaves |
| 3    | Lenovo Tenerife   | 17 | 13 | 4 | 76.5 | 1401 | 1228 | 173 | Cabeças de Chaves |
| 4    | Cazoo Baskonia    | 17 | 13 | 4 | 76.5 | 1540 | 1405 | 135 | Cabeças de Chaves |
| 5    | Unicaja Malaga    | 17 | 12 | 5 | 70.6 | 1475 | 1290 | 185 |                   |
| 6    | Gran Canaria      | 17 | 10 | 7 | 58.8 | 1424 | 1350 | 74  |                   |
| 7    | Joventut Badalona | 17 | 10 | 7 | 58.8 | 1409 | 1359 | 50  |                   |
| 8    | Valencia Basket   | 17 | 9  | 8 | 52.9 | 1466 | 1434 | 32  |                   |

## Formato de competição

### Critérios de classificação
Com o término do primeira volta (primeiro turno) as oito equipes melhor colocadas na tabela automaticamente se qualificam a disputar a Copa del Rey.

### Cabeça de chave
Assim como nas edições passadas, foi utilizado o método de "cabeça de chave" onde os quatro primeiros exercem esse direito.

### Forma de disputa
Como nos anos anteriores após sorteio, foi definido os cruzamentos e disputados quatro jogos de quartas de finais, dois de semifinais e por fim a grande final.

## Cruzamentos
|  | Quartas de final                  | Quartas de final | Quartas de final                  |         |                      | Semifinais        | Semifinais | Semifinais |  |  | Final          | Final           | Final |
|  |                                   |                  |                                   |         |                      |                   |            |            |  |  |                |                 |       |
|  |                                   |                  |                                   |         |                      |                   |            |            |  |  |                |                 |       |
|  | Comunidade de Madrid              | Real Madrid      | 86                                |         |                      |                   |            |            |  |  |                |                 |       |
|  | Comunidade Valenciana             | Valencia         | 85                                |         |                      |                   |            |            |  |  |                |                 |       |
|  | Comunidade Valenciana             | Valencia         | 85                                |         | Comunidade de Madrid | Real Madrid       | 82         |            |  |  |                |                 |       |
|  |                                   |                  |                                   |         | Comunidade de Madrid | Real Madrid       | 82         |            |  |  |                |                 |       |
|  |                                   | Andaluzia        | Unicaja                           | 93      |                      |                   |            |            |  |  |                |                 |       |
|  | Catalunha                         | Andaluzia        | Unicaja                           | 93      | Barça                | 87                |            |            |  |  |                |                 |       |
|  | Catalunha                         |                  |                                   |         | Barça                | 87                |            |            |  |  |                |                 |       |
|  | Andaluzia                         | Unicaja          | 89                                |         |                      |                   |            |            |  |  |                |                 |       |
|  |                                   |                  |                                   |         |                      |                   |            |            |  |  | Ilhas Canárias | Lenovo Tenerife | 80    |
|  |                                   |                  | Comunidade Autónoma do País Basco | Unicaja | 83                   |                   |            |            |  |  |                |                 |       |
|  | Ilhas Canárias                    | Lenovo Tenerife  | 89                                |         |                      |                   |            |            |  |  |                |                 |       |
|  | Ilhas Canárias                    | Gran Canaria     | 73                                |         |                      |                   |            |            |  |  |                |                 |       |
|  | Ilhas Canárias                    | Gran Canaria     | 73                                |         | Catalunha            | Joventut Badalona | 72         |            |  |  |                |                 |       |
|  |                                   |                  |                                   |         | Catalunha            | Joventut Badalona | 72         |            |  |  |                |                 |       |
|  |                                   | Ilhas Canárias   | Lenovo Tenerife                   | 73      |                      |                   |            |            |  |  |                |                 |       |
|  | Catalunha                         | Ilhas Canárias   | Lenovo Tenerife                   | 73      | Joventut Badalona    | 94                |            |            |  |  |                |                 |       |
|  | Catalunha                         |                  |                                   |         | Joventut Badalona    | 94                |            |            |  |  |                |                 |       |
|  | Comunidade Autónoma do País Basco | Cazoo Baskonia   | 81                                |         |                      |                   |            |            |  |  |                |                 |       |

### Quartas de finais

#### Joventut - Cazoo Baskonia
| 17 de fevereiro 21:30 | relatório | Joventut                                                    | 94–81 | Cazoo Baskonia                                               |  | Palau d'Esports, Badalona Público: 11.075 |  |
| 17 de fevereiro 21:30 | relatório | Placar por quarto: 14-19, 21-23, 33-15, 26-24               |       |                                                              |  | Palau d'Esports, Badalona Público: 11.075 |  |
| 17 de fevereiro 21:30 | relatório | Pts: A. Tomic 18 Rbts: 3 jogadores c/ 5 reb. Asts: K. Guy 6 |       | Pts: R. Giedraitis 13 Rbts: M.Costello 6 Asts: D. Thompson 8 |  | Palau d'Esports, Badalona Público: 11.075 |  |

| Joventut  | Joventut       | Joventut     | Joventut     | Joventut     | Joventut     |
| Jogador   | Jogador        | Pts          | Reb          | Assts        | Minutos      |
| --------- | -------------- | ------------ | ------------ | ------------ | ------------ |
| 1         | Y. Kraag       | 0            | 0            | 0            | 02:38        |
| 2         | P. Busquets    | 2            | 2            | 2            | 13:07        |
| 4         | P. Ribas       | 8            | 3            | 2            | 12:32        |
| 9         | K. Guy         | 10           | 2            | 6            | 23:38        |
| 10        | V. Brodziansky | 12           | 1            | 0            | 21:52        |
| 11        | H. Ellenson    | 10           | 5            | 0            | 18:08        |
| 14        | A. Ventura     | 0            | 0            | 1            | 02:45        |
| 16        | G. Vives       | 2            | 2            | 1            | 16:54        |
| 22        | A. Feliz       | 10           | 5            | 4            | 23:39        |
| 35        | S. Birgander   | 7            | 4            | 0            | 17:06        |
| *44       | J. Parra       | 15           | 4            | 0            | 24:47        |
| *88       | A. Tomic       | 18           | 5            | 2            | 22:54        |
| Treinador | Treinador      | Carles Duran | Carles Duran | Carles Duran | Carles Duran |

| Cazoo Baskonia | Cazoo Baskonia | Cazoo Baskonia | Cazoo Baskonia | Cazoo Baskonia | Cazoo Baskonia |
| Jogador        | Jogador        | Pts            | Reb            | Assts          | Minutos        |
| -------------- | -------------- | -------------- | -------------- | -------------- | -------------- |
| 0              | M. Howard      | 11             | 1              | 1              | 18:33          |
| 1              | M. Heidegger   | 7              | 2              | 2              | 13:55          |
| 2              | S. Raieste     |                |                |                |                |
| 8              | T. Sedekerskis | 12             | 5              | 2              | 19:51          |
| 9              | V. Marinkovic  | 7              | 1              | 0              | 11:47          |
| 11             | D. Díez        | 3              | 0              | 2              | 09:47          |
| *13            | D. Thompson    | 11             | 3              | 8              | 08:50          |
| 21             | M. Kotsar      | 2              | 2              | 0              | 16:48          |
| *23            | S. Enoch       | 8              | 1              | 0              | 19:54          |
| *24            | M. Costello    | 7              | 6              | 4              | 24:00          |
| *31            | R. Giedraitis  | 13             | 4              | 1              | 08:35          |
| 47             | A. Kurucs      |                |                |                |                |
| Treinador      | Treinador      | Joan Peñarroya | Joan Peñarroya | Joan Peñarroya | Joan Peñarroya |

#### Real Madrid - Valencia
| 16 de fevereiro 18:30 | relatório | Real Madrid                                        | 86–85 | Valencia                                                         |  | Palau d'Esports, Badalona Público: 9.218 |  |
| 16 de fevereiro 18:30 | relatório | Placar por quarto: 21-13, 20-21, 22-24, 23-27      |       |                                                                  |  | Palau d'Esports, Badalona Público: 9.218 |  |
| 16 de fevereiro 18:30 | relatório | Pts: M.Hezonja 16 Rbts: G. Deck 9 Asts: A. Hanga 4 |       | Pts: C.Jones 20 Rbts: B. Dubljević e V. Claver 5 Asts: C.Jones 5 |  | Palau d'Esports, Badalona Público: 9.218 |  |

| Real Madrid | Real Madrid     | Real Madrid | Real Madrid | Real Madrid | Real Madrid |
| Jogador     | Jogador         | Pts         | Reb         | Assts       | Minutos     |
| ----------- | --------------- | ----------- | ----------- | ----------- | ----------- |
| 0           | N.Williams-Goss | 4           | 1           | 0           | 17:17       |
| *1          | F. Causeur      |             |             |             |             |
| 8           | A. Hanga        | 9           | 4           | 4           | 21:29       |
| 11          | M. Hezonja      | 16          | 1           | 0           | 20:07       |
| 13          | S. Rodríguez    | 2           | 1           | 1           | 05:46       |
| 14          | G. Deck         | 19          | 9           | 2           | 05:06       |
| 17          | V. Poirier      | 0           | 4           | 0           | 07:55       |
| 21          | P. Cornelie     | 3           | 0           | 0           | 07:36       |
| 22          | W. Tavares      | 11          | 8           | 2           | 32:05       |
| 23          | S. Llull        | 3           | 0           | 1           | 04:39       |
| *28         | G. Yabusele     | 10          | 8           | 1           | 04:26       |
| 31          | D. Musa         | 9           | 3           | 3           | 25:34       |
| Treinador   | Treinador       | Jesús Mateo | Jesús Mateo | Jesús Mateo | Jesús Mateo |

| Valencia  | Valencia        | Valencia    | Valencia    | Valencia    | Valencia    |
| Jogador   | Jogador         | Pts         | Reb         | Assts       | Minutos     |
| --------- | --------------- | ----------- | ----------- | ----------- | ----------- |
| 0         | J. Harper       | 16          | 1           | 2           | 19:21       |
| 1         | V. Claver       | 4           | 5           | 0           | 19:51       |
| *2        | J. Puerto       | 0           | 2           | 0           | 07:26       |
| *3        | K. Prepelic     | 5           | 0           | 3           | 13:45       |
| *4        | J. Pradilla     | 5           | 4           | 0           | 17:27       |
| 6         | López-Arostegui | 3           | 4           | 1           | 18:53       |
| 7         | C. Jones        | 20          | 4           | 5           | 02:16       |
| 12        | J. Radebaugh    | 4           | 1           | 2           | 17:17       |
| 13        | S. Evans        | 3           | 0           | 1           | 05:03       |
| *14       | B. Dubljevic    | 9           | 5           | 2           | 21:59       |
| 21        | K. Alexander    | 8           | 3           | 1           | 12:28       |
| 41        | J. Rivero       | 8           | 2           | 0           | 20:14       |
| Treinador | Treinador       | Álex Mumbrú | Álex Mumbrú | Álex Mumbrú | Álex Mumbrú |

#### Lenovo Tenerife - Gran Canaria
| 17 de fevereiro 18:30 | relatório | Gran Canaria                                           | 89–73 | Lenovo Tenerife                                      |  | Palau d'Esports, Badalona Público: 9.386 |  |
| 17 de fevereiro 18:30 | relatório | Placar por quarto: 1430-25, 25-13, 17-20, 17-15        |       |                                                      |  | Palau d'Esports, Badalona Público: 9.386 |  |
| 17 de fevereiro 18:30 | relatório | Pts: J.Fernandez 26 Rbts: F.Guerra 5 Asts: M.Huertas 6 |       | Pts: J.Shurna 18 Rbts: D.Inglis 6 Asts: N.Brussino 7 |  | Palau d'Esports, Badalona Público: 9.386 |  |

| Lenovo Tenerife | Lenovo Tenerife | Lenovo Tenerife | Lenovo Tenerife | Lenovo Tenerife | Lenovo Tenerife |
| Jogador         | Jogador         | Pts             | Reb             | Assts           | Minutos         |
| --------------- | --------------- | --------------- | --------------- | --------------- | --------------- |
| *3              | J. Fernández    | 26              | 1               | 2               | 19:59           |
| 4               | S. Rodríguez    | 2               | 2               | 0               | 15:26           |
| 6               | B. Fitipaldo    | 15              | 3               | 3               | 24:09           |
| *9              | M. Huertas      | 9               | 1               | 6               | 17:18           |
| *10             | S. Salin        | 11              | 1               | 1               | 18:41           |
| 12              | M. Diagné       | 0               | 1               | 0               | 05:06           |
| *19             | G. Shermadini   | 12              | 3               | 1               | 18:53           |
| 21              | T. Abromaitis   | 2               | 4               | 2               | 21:55           |
| *23             | E. Cook         | 8               | 2               | 0               | 22:05           |
| 35              | F. Guerra       | 2               | 5               | 2               | 18:23           |
| *42             | A. Doornekamp   | 2               | 4               | 1               | 18:05           |
| Treinador       | Treinador       | Txus Vidorreta  | Txus Vidorreta  | Txus Vidorreta  | Txus Vidorreta  |

| Gran Canaria | Gran Canaria   | Gran Canaria | Gran Canaria | Gran Canaria | Gran Canaria |
| Jogador      | Jogador        | Pts          | Reb          | Assts        | Minutos      |
| ------------ | -------------- | ------------ | ------------ | ------------ | ------------ |
| 0            | D. Inglis      |              |              |              |              |
| 2            | O. Balcerowski |              |              |              |              |
| 3            | J. Kljajic     |              |              |              |              |
| 4            | AJ Slaughter   |              |              |              |              |
| 5            | F. Bassas      |              |              |              |              |
| *6           | A. Albicy      |              |              |              |              |
| *8           | V. Benite      |              |              |              |              |
| *9           | N. Brussino    |              |              |              |              |
| 10           | M. Salvó       |              |              |              |              |
| *14          | J. Shurna      |              |              |              |              |
| 16           | R. López       |              |              |              |              |
| *18          | K. Diop        |              |              |              |              |
| Treinador    | Treinador      | Jaka Lakovič | Jaka Lakovič | Jaka Lakovič | Jaka Lakovič |

#### FC Barcelona - Unicaja Malaga
| 16 de fevereiro 21:30 | relatório | FC Barcelona                                             | 87–89 | Unicaja Malaga                                          | OT | Palau d'Esports, Badalona Público: 10.147 |  |
| 16 de fevereiro 21:30 | relatório | Placar por quarto: 21-20, 20-14, 14-16, 21-26, OT: 11-13 |       |                                                         | OT | Palau d'Esports, Badalona Público: 10.147 |  |
| 16 de fevereiro 21:30 | relatório | Pts: N.Mirotic 15 Rbts: N.Mirotic 9 Asts: J.Vesely 5     |       | Pts: D.Brizuela 27 Rbts: T.Kalinoski 5 Asts: W.Thomas 6 | OT | Palau d'Esports, Badalona Público: 10.147 |  |

| FC Barcelona | FC Barcelona    | FC Barcelona         | FC Barcelona         | FC Barcelona         | FC Barcelona         |
| Jogador      | Jogador         | Pts                  | Reb                  | Assts                | Minutos              |
| ------------ | --------------- | -------------------- | -------------------- | -------------------- | -------------------- |
| *5           | S. Sanli        | 4                    | 6                    | 1                    | 12:27                |
| *6           | J. Vesely       | 7                    | 4                    | 5                    | 01:15                |
| 8            | S. Martínez     | 0                    | 0                    | 0                    | 01:52                |
| *10          | N. Kalinic      | 3                    | 4                    | 0                    | 17:54                |
| *13          | T. Satoransky   | 11                   | 2                    | 2                    | 02:58                |
| *20          | N. Laprovittola | 12                   | 1                    | 1                    | 05:17                |
| 21           | A. Abrines      | 8                    | 5                    | 0                    | 20:45                |
| 22           | C. Higgins      | 10                   | 2                    | 2                    | 22:07                |
| 23           | M. Tobey        | 6                    | 2                    | 0                    | 12:46                |
| 31           | R. Jokubaitis   | 7                    | 0                    | 3                    | 18:02                |
| *33          | N. Mirotic      | 15                   | 9                    | 1                    | 05:35                |
| 46           | J. Nnaji        | 4                    | 3                    | 0                    | 08:02                |
| Treinador    | Treinador       | Šarūnas Jasikevičius | Šarūnas Jasikevičius | Šarūnas Jasikevičius | Šarūnas Jasikevičius |

| Unicaja Malaga | Unicaja Malaga  | Unicaja Malaga | Unicaja Malaga | Unicaja Malaga | Unicaja Malaga |
| Jogador        | Jogador         | Pts            | Reb            | Assts          | Minutos        |
| -------------- | --------------- | -------------- | -------------- | -------------- | -------------- |
| 1              | D. Osetkowski   | 8              | 2              | 0              | 00:56          |
| *3             | M. Ejim         | 0              | 4              | 0              | 19:51          |
| 4              | T. Kalinoski    | 12             | 5              | 1              | 01:53          |
| *7             | J. Barreiro     | 0              | 4              | 0              | 13:59          |
| 8              | D. Brizuela     | 27             | 1              | 1              | 24:33          |
| 9              | A. Díaz         | 2              | 2              | 0              | 19:41          |
| *11            | T. Carter       | 3              | 1              | 1              | 15:25          |
| 14             | N. Djedovic     | 0              | 0              | 0              | 09:12          |
| 15             | W. Thomas       | 5              | 4              | 6              | 25:06          |
| 17             | M. Saint-Supery |                |                |                |                |
| *45            | D. Kravish      | 10             | 1              | 0              | 20:04          |
| *55            | K. Perry        | 22             | 6              | 4              | 26:20          |
| Treinador      | Treinador       | Ibon Navarro   | Ibon Navarro   | Ibon Navarro   | Ibon Navarro   |

### Semifinais

#### Real Madrid - Unicaja Malaga
| 18 de fevereiro 18:30 | relatório | Real Madrid                                        | 82–93 | Unicaja Malaga                                                    |  | Palau d'Esports, Badalona Público: 11.547 |  |
| 18 de fevereiro 18:30 | relatório | Placar por quarto: 19-17, 20-22, 20-27, 23-27      |       |                                                                   |  | Palau d'Esports, Badalona Público: 11.547 |  |
| 18 de fevereiro 18:30 | relatório | Pts: Tavares 19 Rbts: G.Deck 6 Asts: S.Rodriguez 3 |       | Pts: D.Kravish 20 Rbts: D.Kravish, T.Kalinoski 6 Asts: T.Carter 5 |  | Palau d'Esports, Badalona Público: 11.547 |  |

| Real Madrid | Real Madrid     | Real Madrid | Real Madrid | Real Madrid | Real Madrid |
| Jogador     | Jogador         | Pts         | Reb         | Assts       | Minutos     |
| ----------- | --------------- | ----------- | ----------- | ----------- | ----------- |
| 0           | N.Williams-Goss | 9           | 0           | 0           | 12:51       |
| *1          | F. Causeur      | 8           | 3           | 1           | 15:22       |
| 8           | A. Hanga        | 0           | 0           | 0           | 00:04       |
| 11          | M. Hezonja      | 3           | 5           | 2           | 21:40       |
| 13          | S. Rodríguez    | 2           | 3           | 0           | 16:15       |
| 14          | G. Deck         | 5           | 1           | 3           | 16:00       |
| 17          | V. Poirier      | 15          | 6           | 0           | 32:48       |
| 21          | P. Cornelie     | 5           | 0           | 0           | 06:58       |
| 22          | W. Tavares      | 0           | 0           | 0           | 03:00       |
| 23          | S. Llull        | 19          | 2           | 2           | 30:44       |
| *28         | G. Yabusele     | 6           | 2           | 0           | 23:22       |
| 31          | D. Musa         | 10          | 3           | 1           | 20:56       |
| Treinador   | Treinador       | Jesús Mateo | Jesús Mateo | Jesús Mateo | Jesús Mateo |

| Unicaja Malaga | Unicaja Malaga  | Unicaja Malaga | Unicaja Malaga | Unicaja Malaga | Unicaja Malaga |
| Jogador        | Jogador         | Pts            | Reb            | Assts          | Minutos        |
| -------------- | --------------- | -------------- | -------------- | -------------- | -------------- |
| 1              | D. Osetkowski   | 14             | 2              | 1              | 10:43          |
| *3             | M. Ejim         | 7              | 3              | 0              | 19:25          |
| 4              | T. Kalinoski    | 11             | 6              | 3              | 22:38          |
| *7             | J. Barreiro     | 3              | 1              | 0              | 11:57          |
| 8              | D. Brizuela     | 1              | 0              | 0              | 12:34          |
| 9              | A. Díaz         | 2              | 1              | 2              | 17:51          |
| *11            | T. Carter       | 12             | 2              | 5              | 17:51          |
| 14             | N. Djedovic     | 5              | 3              | 1              | 15:00          |
| 15             | W. Thomas       | 8              | 2              | 4              | 20:35          |
| 17             | M. Saint-Supery |                |                |                |                |
| *45            | D. Kravish      | 20             | 6              | 1              | 29:17          |
| *55            | K. Perry        | 10             | 2              | 4              | 22:09          |
| Treinador      | Treinador       | Ibon Navarro   | Ibon Navarro   | Ibon Navarro   | Ibon Navarro   |

#### Joventut - Lenovo Tenerife
| 18 de fevereiro 21:30 | relatório | Joventut                                                   | 72–73 | Lenovo Tenerife                                          |  | Palau d'Esports, Badalona Público: 11.834 |  |
| 18 de fevereiro 21:30 | relatório | Placar por quarto: 27-23, 17-17, 15-17, 13-16              |       |                                                          |  | Palau d'Esports, Badalona Público: 11.834 |  |
| 18 de fevereiro 21:30 | relatório | Pts: J.Parra 26 Rbts: H.Ellenson 9 Asts: P.Ribas e K.Guy 2 |       | Pts: M.Huertas 15 Rbts: G.Shermadini 6 Asts: M.Huertas 4 |  | Palau d'Esports, Badalona Público: 11.834 |  |

| Joventut  | Joventut       | Joventut     | Joventut     | Joventut     | Joventut     |
| Jogador   | Jogador        | Pts          | Reb          | Assts        | Minutos      |
| --------- | -------------- | ------------ | ------------ | ------------ | ------------ |
| 1         | Y. Kraag       |              |              |              |              |
| 2         | P. Busquets    | 0            | 1            | 0            | 05:14        |
| 4         | P. Ribas       | 9            | 2            | 2            | 16:07        |
| 9         | K. Guy         | 10           | 2            | 2            | 27:40        |
| 10        | V. Brodziansky | 3            | 1            | 1            | 22:56        |
| 11        | H. Ellenson    | 7            | 9            | 0            | 19:27        |
| 14        | A. Ventura     | 0            | 0            | 0            | 00:09        |
| 16        | G. Vives       | 3            | 3            | 1            | 21:12        |
| 22        | A. Feliz       | 9            | 2            | 1            | 19:17        |
| 35        | S. Birgander   | 0            | 5            | 1            | 11:18        |
| *44       | J. Parra       | 26           | 5            | 0            | 33:55        |
| *88       | A. Tomic       | 5            | 4            | 1            | 22:45        |
| Treinador | Treinador      | Carles Duran | Carles Duran | Carles Duran | Carles Duran |

| Lenovo Tenerife | Lenovo Tenerife | Lenovo Tenerife | Lenovo Tenerife | Lenovo Tenerife | Lenovo Tenerife |
| Jogador         | Jogador         | Pts             | Reb             | Assts           | Minutos         |
| --------------- | --------------- | --------------- | --------------- | --------------- | --------------- |
| *3              | J. Fernández    | 13              | 2               | 4               | 25:24           |
| 4               | S. Rodríguez    | 0               | 3               | 1               | 10:10           |
| 6               | B. Fitipaldo    | 5               | 3               | 3               | 15:17           |
| *9              | M. Huertas      | 15              | 0               | 4               | 20:48           |
| *10             | S. Salin        | 13              | 0               | 0               | 26:59           |
| 12              | M. Diagné       | 0               | 0               | 0               | 01:02           |
| *19             | G. Shermadini   | 12              | 6               | 2               | 33:04           |
| 21              | T. Abromaitis   | 4               | 5               | 1               | 21:18           |
| *23             | E. Cook         | 2               | 1               | 0               | 11:22           |
| 35              | F. Guerra       | 0               | 1               | 0               | 05:30           |
| *42             | A. Doornekamp   | 9               | 10              | 1               | 29:06           |
| Treinador       | Treinador       | Txus Vidorreta  | Txus Vidorreta  | Txus Vidorreta  | Txus Vidorreta  |

### Final

#### Lenovo - Unicaja Malaga
| 19 de fevereiro 19:00 | relatório | Lenovo Tenerife                                           | 80–82 | Unicaja Malaga                                      |  | Palau d'Esports, Badalona Público: 11.458 |  |
| 19 de fevereiro 19:00 | relatório | Placar por quarto: 16-17, 23-20, 21-23, 20-23             |       |                                                     |  | Palau d'Esports, Badalona Público: 11.458 |  |
| 19 de fevereiro 19:00 | relatório | Pts: M.Huertas 21 Rbts: G.Shermadini 9 Asts: M.Huertas 10 |       | Pts: T.Carter 17 Rbts: T.Kaliniski 9 Asts: A.Diaz 9 |  | Palau d'Esports, Badalona Público: 11.458 |  |

| Lenovo Tenerife | Lenovo Tenerife | Lenovo Tenerife | Lenovo Tenerife | Lenovo Tenerife | Lenovo Tenerife |
| Jogador         | Jogador         | Pts             | Reb             | Assts           | Minutos         |
| --------------- | --------------- | --------------- | --------------- | --------------- | --------------- |
| *3              | J. Fernández    | 16              | 1               | 2               | 26:49           |
| 4               | S. Rodríguez    | 0               | 0               | 0               | 02:32           |
| 6               | B. Fitipaldo    | 3               | 1               | 1               | 18:44           |
| *9              | M. Huertas      | 21              | 4               | 10              | 28:55           |
| *10             | S. Salin        | 7               | 4               | 0               | 04:03           |
| 12              | M. Diagné       |                 |                 |                 |                 |
| *19             | G. Shermadini   | 20              | 9               | 2               | 08:06           |
| 21              | T. Abromaitis   | 3               | 5               | 1               | 16:23           |
| *23             | E. Cook         | 3               | 1               | 1               | 15:08           |
| 35              | F. Guerra       | 4               | 1               | 0               | 07:43           |
| *42             | A. Doornekamp   | 3               | 3               | 1               | 23:37           |
| Treinador       | Treinador       | Txus Vidorreta  | Txus Vidorreta  | Txus Vidorreta  | Txus Vidorreta  |

| Unicaja Malaga | Unicaja Malaga  | Unicaja Malaga | Unicaja Malaga | Unicaja Malaga | Unicaja Malaga |
| Jogador        | Jogador         | Pts            | Reb            | Assts          | Minutos        |
| -------------- | --------------- | -------------- | -------------- | -------------- | -------------- |
| 1              | D. Osetkowski   | 9              | 2              | 0              | 15:31          |
| *3             | M. Ejim         | 3              | 5              | 2              | 11:24          |
| 4              | T. Kalinoski    | 14             | 9              | 0              | 00:21          |
| *7             | J. Barreiro     | 8              | 1              | 0              | 16:30          |
| 8              | D. Brizuela     | 7              | 2              | 1              | 14:12          |
| 9              | A. Díaz         | 6              | 2              | 9              | 22:11          |
| *11            | T. Carter       | 17             | 1              | 3              | 00:51          |
| 14             | N. Djedovic     |                |                |                |                |
| 15             | W. Thomas       | 5              | 2              | 0              | 05:50          |
| 17             | M. Saint-Supery |                |                |                |                |
| *45            | D. Kravish      | 8              | 8              | 2              | 23:04          |
| *55            | K. Perry        | 6              | 2              | 2              | 18:06          |
| Treinador      | Treinador       | Ibon Navarro   | Ibon Navarro   | Ibon Navarro   | Ibon Navarro   |

## Campeões
| Copa del Rey 2023 (Badalona)      |
| Andaluzia                         |
| --------------------------------- |
| CampeãoUnicaja Malaga (2° título) |